# آمبروجو لواتی
آمبروجو لواتی (ایتالیایی: Ambrogio Levati; ۱۴ مارس ۱۸۹۴ – ۸ مهٔ ۱۹۶۳) ژیمناست هنری اهل ایتالیا بود.